# هنري ستيوارت كارتر
هنري ستيوارت كارتر (بالإنجليزية: Henry Stuart Carter) هو سياسي أمريكي، ولد في 5 سبتمبر 1910 في الولايات المتحدة، وتوفي في 17 سبتمبر 1985 في بريستول في الولايات المتحدة. حزبياً، نشط في الحزب الديمقراطي.